# Памятник морякам Волжской и Каспийской военных флотилий

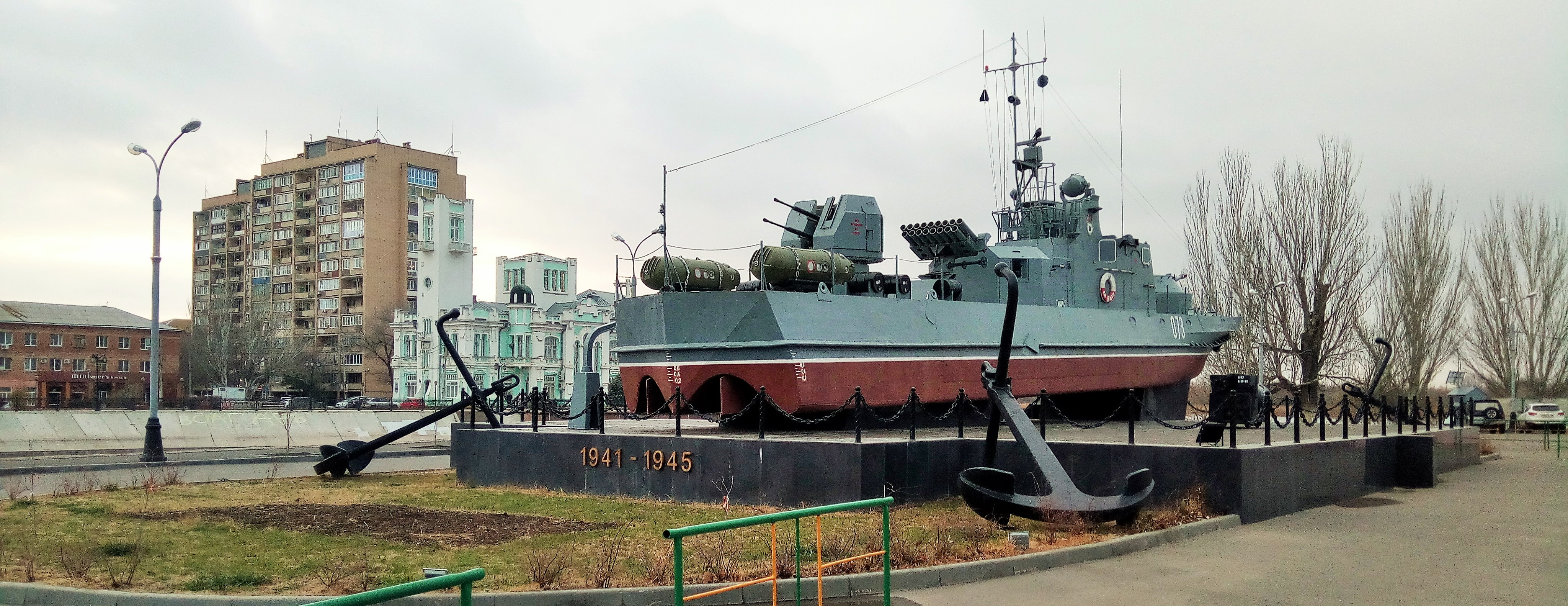
Вид в сторону центрального Дворца бракосочетания

Памятник морякам Волжской и Каспийской военных флотилий — памятник в городе Астрахани. Установлен в апреле 2020 года в конце Красной набережной, на стрелке при выходе волжского рукава Кутум в Волгу.

## Описание
Памятник представляет собой подлинный артиллерийский катер АК-202 проекта 1204 (бортовой номер 073) «Шмель», установленный на постамент.
Судно было заложено 29 марта 1972 года на судостроительном заводе «Залив» в Керчи, спущено на воду 12 июня 1972 года.
30 июня 1972 года катер вошёл в состав Тихоокеанского флота. В апреле 1992 года передан в состав Каспийской флотилии. Нёс службу в составе 248 гвардейского Белградского дивизиона.
В 2008 году, отслужив свой срок, он был списан и хранился на городском складе, будучи включенным в проект подготовки монумента.
На производственной площадке «Астраханского судостроительного производственного объединения» (АСПО) провели ремонтно-реставрационные работы для установки судна как первого памятника военному кораблю — символу воинской доблести и славы моряков Волжской и Каспийской военных флотилий, приуроченного к 75-й годовщине Победы в Великой Отечественной войне.
Катер поступил на завод со значительной степенью изношенности, имелись многочисленные коррозийные разрушения палубного настила и подводной части корпуса. Боевые орудия на судне полностью демонтированы, отдельно в разрезанном состоянии находилась надстройка, в носовой части катера наблюдалась большая вмятина.
Символично, что именно на площадке АСПО в годы войны велось строительство «речных танков» для Волжской военной флотилии. Более 30 военных судов проекта 1124 передали на фронт астраханские корабелы.
Судно было установлено на постамент в апреле 2020 года на стрелке Волги, напротив центрального Дворца бракосочетания.
У подножия памятника зажжён Вечный огонь, факел с пламенем был доставлен от главного огня Астрахани из Братского сада, где покоятся останки советских солдат.
Памятник расположен на территории астраханского Спортивного центра (морской и физической подготовки) филиала ФАУ МО РФ ЦСКА. Проход к памятнику свободный.